# Боровски, Бруно
Бруно Боровски (нем. Bruno Borowski; 20 октября 1889, Шарлоттенбург — 25 марта 1945, Лейпциг) — немецкий англист, профессор Лейпцигского университета; член НСДАП (с 1937).

## Биография
В 1909 году Бруно Боровски начал изучать филологию в Лейпцигском университете; в 1915 году он защитил диссертацию по англосаксонской поэзии («Versuch zur Gewinnung latenten Sprachschatzes in der angelsächsischen Poesie: Die Methode und die bei ihrer Anwendung gewonnenen Substantiva») и получил степень кандидата наук по английской филологии. С 1916 по 1920 год он, по причине болезни, проживал в Норвегии. В 1922 году Боровски вернулся в университет, где написал и защитил докторскую диссертацию о староанглийском языке, названную им «Lautdubletten im Altenglischen».
В 1923 году Боровски получил позицию на филолого-историческом отделении философского факультета Лейпцигского университета — он был назначен приват-доцентом. Он также являлся представителем факультета в организации доцентов «Dozentenschaft». Наконец, в 1926 году, Бруно Боровски стал экстраординарным профессором: он занимал данную позицию до своей смерти в возрасте 55 лет, в 1945 году.
Боровски входил в Национал-социалистический союз немецких доцентов (NS-Dozentenbund), а с 1937 года он являлся членом НСДАП. 11 ноября 1933 года он был среди более 900 учёных и преподавателей немецких университетов и вузов, подписавших «Заявление профессоров о поддержке Адольфа Гитлера и национал-социалистического государства».

## Работы
- Zum Nebenakzent beim altenglischen Nominalkompositum. Halle (Saale) 1921.
- Lautdubletten im Altenglischen. Halle (Saale) 1924.